# Ouvrage du Grand-Hohékirkel
L'ouvrage du Grand-Hohékirkel est un ouvrage fortifié de la ligne Maginot, situé sur la commune de Bitche, dans le département de la Moselle.
C'est un gros ouvrage d'artillerie, comptant sept blocs. Construit à partir de 1931, il combattra en juin 1940 et restera invaincu jusqu'au cessez-le-feu, puis il sera légèrement abîmé par les combats de mars 1945, avant d'être partiellement réparé au début de la guerre froide.

## Position sur la ligne
Faisant partie du sous-secteur de Philippsbourg à l'extrémité occidentale du secteur fortifié des Vosges, l'ouvrage du Grand-Hohékirkel, portant l'indicatif O 450, est intégré à la « ligne principale de résistance » entre les casemates CORF d'intervalle du Grang-Hohékirkel Est à l'ouest et de la Main-du-Prince Ouest à l'est, à la limite de portée de tir des canons du gros ouvrage du Simserhof.
L'ouvrage est installé sur les cotes 373 (bloc 5, sur la hauteur appelée le Grand Hohékirkel) et 341 (blocs 1, 2, 3 et 4), à la limite sud du camp de Bitche.

## Description
L'ouvrage est composé en surface de cinq blocs de combat et de deux blocs d'entrée, avec en souterrain des magasins à munitions (M 2), des PC, des stocks d'eau, de gazole et de nourriture, des installations de ventilation et de filtrage de l'air, une usine électrique et une caserne, le tout relié par des galeries profondément enterrées. L'énergie était fournie par trois groupes électrogènes, composés chacun d'un moteur Diesel SMIM 6 SR 18 (six cylindres, fournissant une puissance de 125 ch à 600 tours par minute) couplé à un alternateur, complétés par un petit groupe auxiliaire (un moteur CLM 1 PJ 65, de 8 ch à 1 000 tr/min) servant à l'éclairage d'urgence de l'usine et au démarrage pneumatique des gros diesels. Le refroidissement des moteurs se fait par circulation d'eau.
Au 2e cycle, l'ouvrage devait recevoir deux blocs de combat de plus (une tourelle de 81 mm et une autre de 75 mm), qui furent ajournés faute de crédit.
Le bloc 1 est un bloc d'infanterie armé avec une tourelle de mitrailleuses et une cloche GFM (guetteur fusil-mitrailleur).
Le bloc 2 est une casemate d'infanterie flanquant vers l'ouest, avec un créneau mixte pour JM/AC 47 (jumelage de mitrailleuses et canon antichar de 47 mm), un autre créneau pour JM, deux cloches JM et deux cloches GFM.
Le bloc 3 est une casemate d'infanterie flanquant vers l'est, avec un créneau mixte pour JM/AC 47, un autre créneau JM, une cloche JM et deux cloches GFM (dont une sert d'observatoire avec périscope, indicatif O 25).
Le bloc 4 est un bloc d'artillerie, avec une tourelle de 75 mm modèle 1933, une cloche VDP (vue directe et périscopique, indicatif O 13), une cloche GFM et une cloche LG (lance-grenades).
Le bloc 5 est un observatoire, équipé avec une cloche VDP (indicatif O 14) et une cloche GFM.
L'entrée des hommes est en puits, armée avec un créneau mixte pour JM/AC 47 et deux cloches GFM.
L'entrée des munitions est en plain-pied, armée avec un créneau mixte pour JM/AC 47 et deux cloches GFM.

## Histoire
Des chars FT sont détachés au fort et garés dans l'entrée à munitions pour contrer une possible attaque de parachutistes comme l'a subi le fort d'Ében-Émael.
L'ouvrage intervient plus ou moins efficacement le 19 juin 1940 pour aider les ouvrages voisins du secteur des Vosges durant une offensive allemande. Il se rend le 24 juin 1940 au cessez-le-feu après avoir fait tirer toutes ses armes, l'ouvrage reste invaincu.

## État actuel
L'ouvrage étant dans le camp militaire de Bitche et les dessus toujours utilisés par l'Armée, l'accès de l'ouvrage est interdit.